# Jalkapallon suomenmestaruuskilpailut 1916
La Jalkapallon suomenmestaruuskilpailut 1916 fu l'ottava edizione del campionato finlandese di calcio. Fu giocato in un formato di coppa e vide la vittoria del KIF per la terza edizione consecutiva.

## Squadre partecipanti
| Club             | Città    | Stagione 1915         |
| ---------------- | -------- | --------------------- |
| Åbo IFK          | Turku    | finale                |
| HIFK             | Helsinki | semifinale            |
| HJK              | Helsinki | -                     |
| Helsingin Kaleva | Helsinki | -                     |
| Helsingin Veikot | Helsinki | -                     |
| KIF              | Helsinki | Campione di Finlandia |
| Turun IFK        | Turku    | semifinale            |
| VBJS             | Viipuri  | -                     |
| Viipurin Ponteva | Viipuri  | -                     |
| Viipurin Reipas  | Viipuri  | -                     |

## Semifinale
|         | Risultati |              | Luogo e data |
| ------- | --------- | ------------ | ------------ |
| KIF     | 3-1       | HIFK         |              |
| Åbo IFK | 4-4       | WBJS Viipuri |              |
| Åbo IFK | 12-1      | WBJS Viipuri |              |
|         |           |              |              |

## Finale
|     | Risultati |         | Luogo e data |
| --- | --------- | ------- | ------------ |
| KIF | 3-2       | Åbo IFK |              |
|     |           |         |              |